# Meadowlands Racetrack
Meadowlands Racetrack (för närvarande kallad Meadowlands Racing & Entertainment) är en hästkapplöpningsbana på Meadowlands Sports Complex i East Rutherford i New Jersey i USA. Banan arrangerar löp inom trav, passgång och galopp, och är känt i regionen som "The Big M". Banovalen mäter en mile (1609 meter).
På Meadowlands Racetrack arrangeras de klassiska travloppen Hambletonian Stakes och Hambletonian Oaks för amerikanska treåriga travhästar. Även stora travlopp som Peter Haughton Memorial och John Cashman Memorial körs på banan.

## Galleri

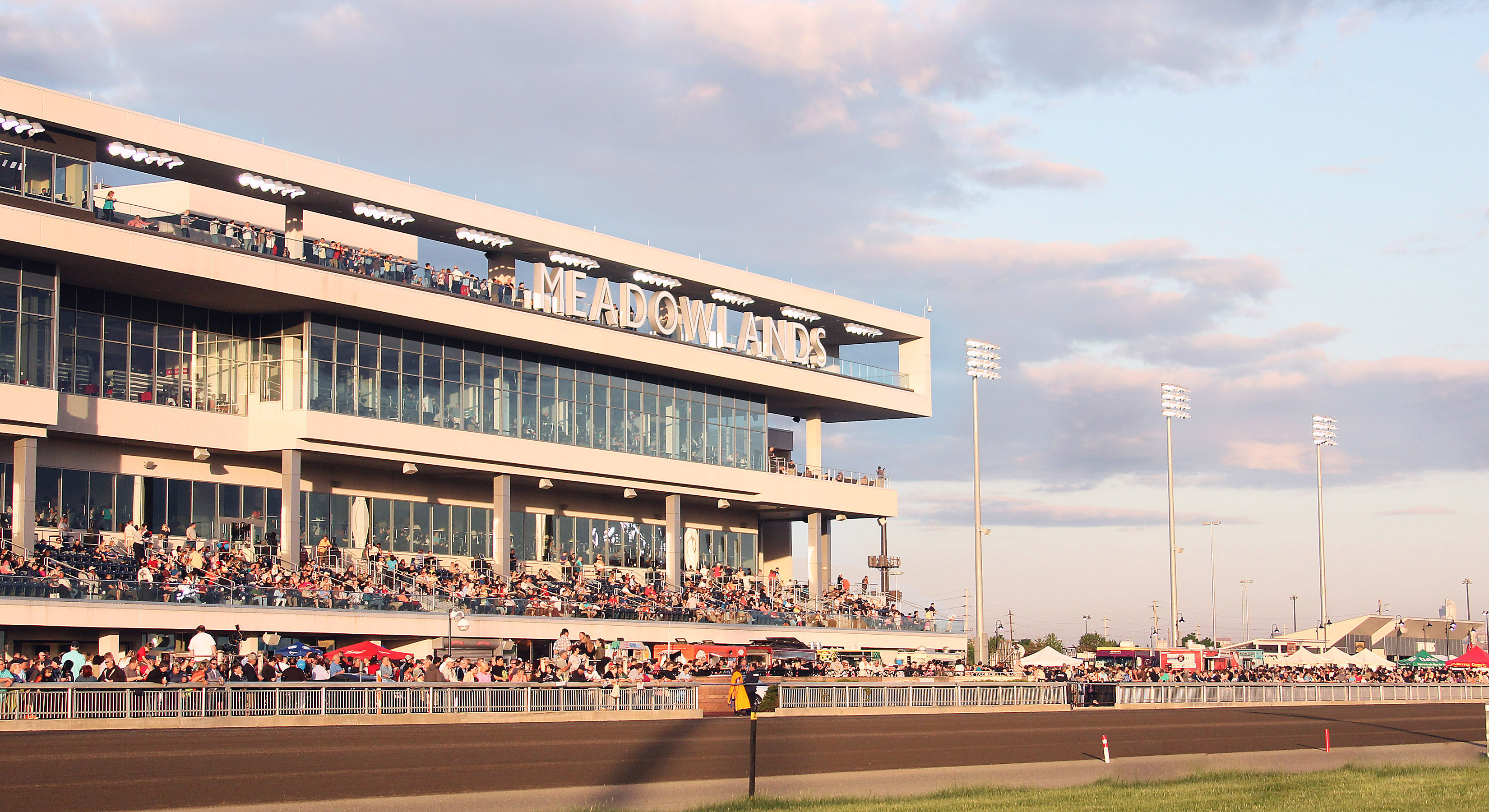
Banans huvudläktare
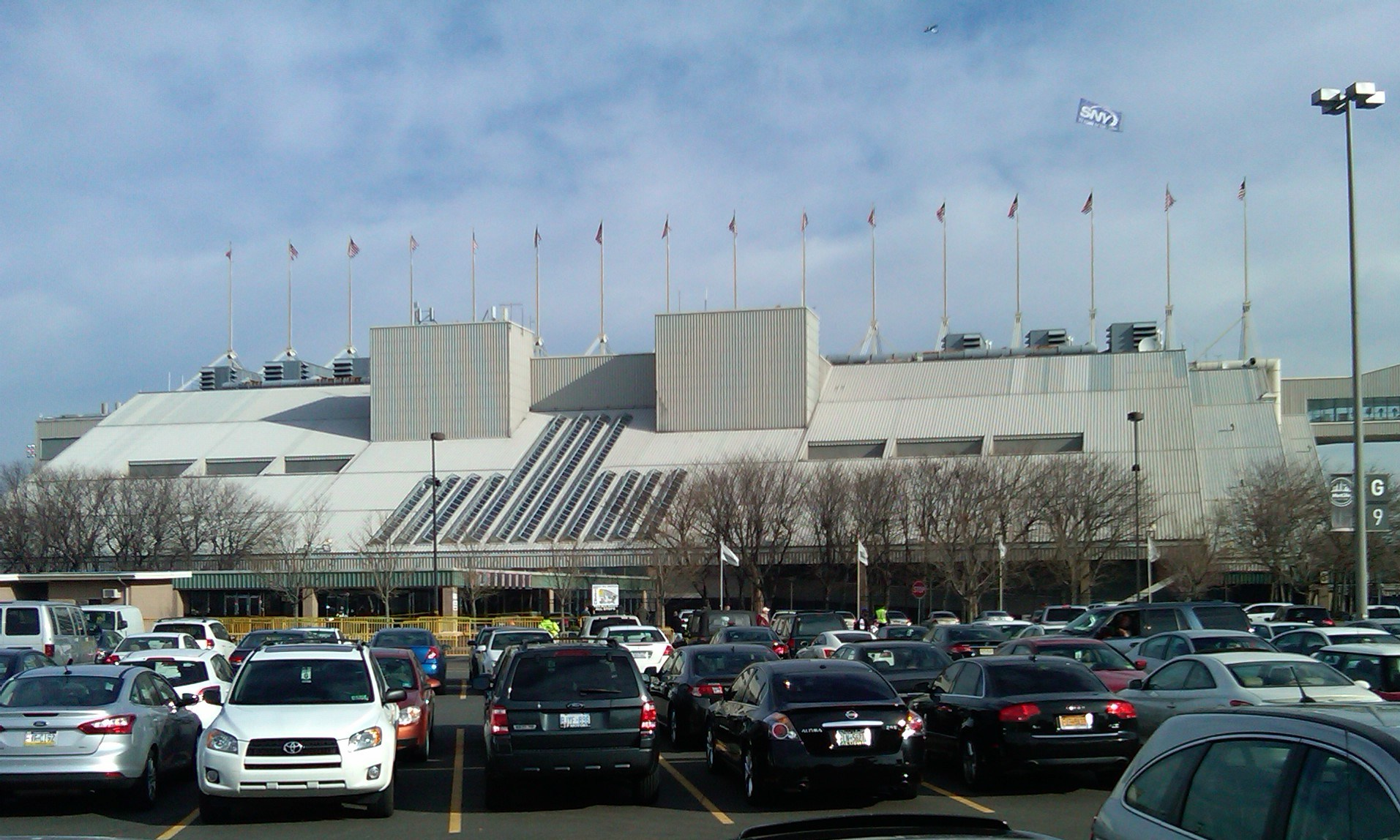
Den gamla huvudläktaren, 2011